# SKW Stahl-Metallurgie Holding
Die SKW Stahl-Metallurgie Holding GmbH ist ein Hersteller und Vertreiber von Spezialchemie, mit Schwerpunkt auf Produkten zur Entschwefelung und zur Veredelung von Roheisen und Stahl. Vor der Umwandlung der Gesellschaft in eine GmbH war die SKW Stahl-Metallurgie Holding AG börsennotiert.
Der Konzern gliedert sich in die drei Geschäftsfelder Produktion und Vertrieb von Fülldrähten (zur Veredelung von Rohstahl), Pulver und Granulate (Vertrieb und – über ein Joint-Venture – Produktion chemischer Zusatzstoffe zur Roheisenentschwefelung und zur Sekundärmetallurgie), sowie Quab (Spezialchemikalien, die vor allem in der Stärke-Produktion für die Papierherstellung eingesetzt werden).
Der Konzern ist in mehr als 40 Ländern aktiv. Standorte befinden sich in Deutschland (Zentrale im oberbayrischen Unterneukirchen), Frankreich (Tochtergesellschaft Affival), in den USA (2), Südkorea, Japan und Indien (2; ein Joint Venture). Der Jahresumsatz 2006 belief sich auf 185,828 Millionen Euro, davon wurden 2006 47 % in Europa, 43 % in der NAFTA-Region (Nordamerika) erwirtschaftet.
Am 22. Juli 2009 hat die Europäische Kommission mitgeteilt, dass sie im Rahmen einer kartellrechtlichen Untersuchungen gegen verschiedene europäische Unternehmen des Kalziumkarbidsektors auch für die SKW Stahl-Metallurgie Holding AG ein Gesamtbußgeld in Höhe von insgesamt 13,3 Mio. EUR festgesetzt hat. Am 27. September 2017 teilte das Unternehmen mit, dass nach einem Beschluss des Vorstands ein Insolvenzantrag wegen Überschuldung gestellt und ein Schutzschirmverfahren eingeleitet werden würde. In einer gerichtlich angeordneten Hauptversammlung wurden am 18. Mai 2018 vier Aufsichtsräte, darunter der ehemalige Bundesminister Peter Ramsauer, abberufen und nicht entlastet. Das Insolvenzverfahren konnte im Februar 2019 erfolgreich beendet werden. Im Zuge der Insolvenz wurden die Aktien der Gesellschaft delisted (ehemalige ISIN: DE000SKWM021) und alle Unternehmensanteile gingen auf die Investmentgesellschaft Speyside Equity über. Durch einen Beschluss der Hauptversammlung vom 12. März 2019 wurde die SKW Stahl-Metallurgie Holding AG in eine Gesellschaft mit beschränkter Haftung mit Sitz in München umgewandelt.